# Barbarella (actriz)
Virna Aloisio Bonino (Turín, 28 de mayo de 1963 - Roma, 3 de diciembre de 2015), más conocida por su nombre artístico Barbarella, fue una actriz pornográfica, actriz y modelo italiana.

## Biografía
Al poco de cumplir los 18 años, fue descubierta por el mánager Riccardo Schicchi. Junto a compañeros masculinos como Rocco Siffredi y Roberto Malone, alcanzó una discreta popularidad en los años 1990 junto a estrellas del porno como Cicciolina, Moana Pozzi, Baby Pozzi y Miss Pomodoro. El seudónimo Barbarella se eligió en honor de la película homónima de 1968 protagonizada por Jane Fonda, basada a su vez en el cómic de la heroína escrito por Jean-Claude Forest.
En esa época, también participó en algunos programas nocturnos de la emisora Retemia en los que Barbarella participaba sin ropa interior. En 1991 fue candidata, junto con varios de sus colegas, al Parlamento por el Partido del Amor, que llegó a ser liderado por Cicciolina y Moana Pozzi. También hizo apariciones en el mundo del espectáculo, participando en el programa Avanzi con Serena Dandini e interpretando un papel autocrítico en Simpatici & antipatici (1998), de Christian De Sica.
Consiguió una audición y un papel en la ópera Hamlet de Carmelo Bene, pero abandonó el proyecto por desavenencias con el director. En 1995, se convirtió en la protagonista de un musical titulado Adán y Eva... el origen del pecado, en el que interpretaba el papel de Eva, dirigido por Máximo De Marco, su amigo de toda la vida, que también la lanzó al mundo del disco y del teatro.
Retirada del mundo del porno en 2003, en 2006 conoció a la productora discográfica Genny Random, para la que grabó el single Però mi piace, publicado por Baracca edizioni, de Gianni Drudi. Le siguió un vídeo musical destinado a relanzarla en los medios de comunicación. El vídeo, rodado íntegramente con un teléfono móvil según la moda del momento, recibió miles de visitas en YouTube y también participó en varios festivales de cortometrajes. Su última vez en vídeo fue en 2010 en el anuncio de Canal G Televisión, la televisión GLBT italiana, ya que siempre había luchado contra la discriminación sexual participando en muchas ediciones del orgullo gay de Roma. El 9 de diciembre de 2012 asistió al funeral de Riccardo Schicchi.
Falleció el 3 de diciembre de 2015, a los 52 años. La noticia de su muerte se mantuvo en secreto durante más de un mes.
Como actriz llegó a trabajar con productoras como Sirio Video, Stars Pictures, Coastline, Vivid, Coast to Coast, Showtime, Score Group, Playtime, Hobby Video, Tattoo, Lux Europea, Meltdown, VCA Pictures, Sin City, Marina Pacific Dist o Magma, entre otras.
Llegó a grabar algo más de 30 películas.
Algunos de sus trabajos fueron Alice in Pornoland, Cum Hungry CoEds 16, Ejacula 2, EuroFlesh 11 o Magma Video 2.